# Edolisoma
Edolisoma är ett fågelsläkte i familjen gråfåglar inom ordningen tättingar. Släktet omfattar 31 arter från Sulawesi och Filippinerna till Australien, Salomonöarna och Mikronesien:
- Nyakaledoniengråfågel (E. anale)
- Luzongråfågel (E. coerulescens)
- Vitvingad gråfågel (E. ostentum)
- Svartbukig gråfågel (E. montanum)
- Sumbagråfågel (E. dohertyi)
- Bandagråfågel (E. dispar)
- Timorgråfågel (E. timoriense)
- Blek gråfågel (E. ceramense)
- Pohnpeigråfågel (E. insperatum)
- Filippingråfågel (E. mindanense)
- Sothuvad gråfågel (E. schisticeps)
- Svart gråfågel (E. melas)
- Salomongråfågel (E. holopolium)
- Malaitagråfågel (E. tricolor)
- Makiragråfågel (E. salomonis)
- Amiralitetsgråfågel (E. admiralitatis)
- Sangihegråfågel (E. salvadorii)
- Palaugråfågel (E. monacha)
- Yapgråfågel (E. nesiotis)
- Bukidagråfågel (E. erythropygium)
- Sulawesigråfågel (E. morio)
- Geelvinkgråfågel (E. meyerii)
- Banggaigråfågel (E. pelingi)
- Obigråfågel (E. obiense)
- Sulagråfågel (E. sula)
- Sultangråfågel (E. grayi)
- Svartskuldrad gråfågel (E. incertum)
- Bismarckgråfågel (E. remotum)
- Rosselgråfågel (E. rostratum)
- Seramgråfågel (E. amboinense)
- Sahulgråfågel (E. tenuirostre)

Tidigare inkluderades släktet i Coracina, men genetiska studier visar att Coracina i vidare bemärkelse är parafyletiskt i förhållande till Lalage och Campephaga.